# Красное сельское поселение (Воронежская область)
Красное се́льское поселе́ние — муниципальное образование в Павловском районе Воронежской области Российской Федерации.
Административный центр — село Шувалов.

## История
Статус и границы сельского поселения установлены Законом Воронежской области от 15 октября 2004 года № 63-ОЗ «Об установлении границ, наделении соответствующим статусом, определении административных центров отдельных муниципальных образований Воронежской области».

## Население
| 2005  | 2006  | 2007  | 2008  | 2009  | 2010  | 2012  |
| ----- | ----- | ----- | ----- | ----- | ----- | ----- |
| 1999  | ↘1995 | ↗2021 | ↗2029 | →2029 | ↗2037 | ↘1977 |
| 2013  | 2014  | 2015  | 2016  | 2017  | 2018  |       |
| ↘1902 | ↘1857 | ↘1822 | ↘1788 | ↘1743 | ↘1691 |       |

## Состав сельского поселения
| № | Населённый пункт | Тип населённого пункта       | Население |
| - | ---------------- | ---------------------------- | --------- |
| 1 | Данило           | хутор                        | ↘652      |
| 2 | Момотов          | село                         | ↘370      |
| 3 | Переездной       | хутор                        | ↘182      |
| 4 | Сухое Данило     | хутор                        | ↗26       |
| 5 | Шувалов          | село, административный центр | ↗807      |

## Известные уроженцы
- Громов, Игнатий Владимирович (настоящая фамилия Мамонов, 1885—1971) — революционер, большевик, борец за Советскую власть в Сибири, один из руководителей красных партизан в годы Гражданской войны на Алтае. Первый почётный гражданин Новосибирска.